# Nem funkcionális követelmény
A rendszertervezésben és a követelménytervezésben a nem funkcionális követelmény (NFR) olyan követelmény, amely a rendszer működésének megítélésére használható kritériumokat határoz meg, nem pedig konkrét viselkedéseket. Ezzel szembeállítják azokat a funkcionális követelményeket, amelyek meghatározott viselkedést vagy funkciókat határoznak meg. A funkcionális követelmények megvalósításának tervét a rendszerterv részletezi. A nem funkcionális követelmények megvalósításának tervét a rendszer architektúra részletezi, mivel ezek általában architekturálisan jelentős követelmények.

## Meghatározás
Általánosságban elmondható, hogy a funkcionális követelmények határozzák meg, hogy egy rendszernek mit kell tennie, a nem funkcionális követelmények pedig azt, hogy egy rendszernek milyennek kell lennie . A funkcionális követelményeknek általában azt jelenti, hogy a "rendszernek <követelmény>" formában kell lennie, lehet egy egyedi művelet vagy a rendszer része, esetleg kifejezetten matematikai függvény értelmében, egy fekete doboz leírásának bemeneti, kimeneti, folyamat- és vezérlési funkcionális modellje vagy az IPO modell . Ezzel szemben a nem funkcionális követelmények a "rendszernek <követelmény>-nek kell lenni" formában vannak, ami a rendszer egészének vagy egy adott aspektusának általános tulajdonsága, nem pedig egy konkrét funkció. A rendszer általános tulajdonságai gyakran jelzik, hogy a fejlesztési projekt sikeres volt-e vagy sem.
A nem funkcionális követelményeket gyakran a rendszer " minőségi jellemzőinek " nevezik. A nem funkcionális követelmények egyéb kifejezései a "minőségek", "minőségi célok", "szolgáltatási minőségi követelmények", "megszorítások", "nem viselkedési követelmények", vagy "műszaki követelmények". Informálisan ezeket néha " ilitások "-nak nevezik, olyan tulajdonságokból, mint a stabilitás és a hordozhatóság. A minőségek – vagyis a nem funkcionális követelmények – két fő kategóriába sorolhatók:
1. A működés során (futási időben) megfigyelhető végrehajtási tulajdonságok, például biztonság, biztonság és használhatóság.
2. Az fejlődési tulajdonságok, mint például a tesztelhetőség, karbantarthatóság, bővíthetőség és méretezhetőség, amelyek a rendszer statikus struktúrájában testesülnek meg.[4][5]

Fontos, hogy a nem funkcionális követelményeket specifikus és mérhető módon határozzuk meg.

## Példák
Egy rendszernek meg kell jelenítenie a felhasználó számára az adatbázisban lévő rekordok számát. Ez egy funkcionális követelmény. Az, hogy mennyire naprakésznek kell lennie ennek a számnak, egy nem funkcionális követelmény. Ha a számot valós időben frissíteni kell, a rendszertervezőknek gondoskodniuk kell arról, hogy a rendszer a rekordok számának változásától számított elfogadhatóan rövid időn belül képes legyen megjeleníteni a rekordszámot.
A megfelelő hálózati sávszélesség a rendszer nem funkcionális követelménye lehet.
További példák:
- Hozzáférhetőség
- Alkalmazkodóképesség
- Auditálhatóság és ellenőrzés
- Rendelkezésre állás (lásd szolgáltatási szint megállapodás)
- Biztonsági mentés
- Indítási idő
- Kapacitás, jelenlegi és előrejelzett
- Tanúsítás
- Megfelelőség
- Konfigurációkezelés
- Megfelelés
- Költség, kezdeti és életciklus költség
- Adatintegritás
- Adatmegőrzés
- Függőség más felektől
- Telepítés
- Fejlesztési környezet
- Katasztrófa utáni helyreállítás
- Dokumentáció
- Tartósság
- Hatékonyság (erőforrás-fogyasztás adott terhelés esetén)
- Hatékonyság (az erőfeszítéshez viszonyított teljesítmény)
- Rugalmasság
- Érzelmi tényezők (például szórakoztató vagy magával ragadó vagy van "Wow! Faktor")
- Környezetvédelem
- Letét
- Kihasználhatóság
- Bővíthetőség (funkciók hozzáadása és a testreszabások továbbvitele a következő fő verziófrissítésnél)
- Hibakezelés
- Hibakerülés (pl. operációs rendszer figyelése, mérése és kezelése)
- Rugalmasság (pl. a jövőbeli követelmények változásainak kezelése)
- Lábnyom csökkentése - az exe fájlok méretének csökkentése
- Integrálhatóság (pl. komponensek integrálhatósága)
- Nemzetközivé tétel és lokalizáció
- Interoperabilitás
- Jogi és licencelési kérdések vagy szabadalomsértés elkerülhetősége
- Karbantarthatóság (pl. átlagos javítási idő - MTTR)
- Menedzsment
- Memóriaoptimalizálás
- Módosíthatóság
- Hálózati topológia
- Nyílt forráskód
- Üzemeltethetőség
- Teljesítmény / válaszidő (teljesítménymérnökség)
- Platform kompatibilitás
- Adatvédelem (az adatvédelmi törvények betartása)
- Hordozhatóság
- Minőség (pl. feltárt hibák, szállított hibák, hibaeltávolítási hatékonyság)
- Olvashatóság
- Megbízhatóság (pl. átlagos idő a hibák között/hírekig - MTBF/MTTF)
- Jelentéskészítés
- Rugalmasság
- Erőforrás korlátok (processzor sebesség, memória, lemezterület, hálózati sávszélesség stb.)
- Válaszidő
- Újrahasznosíthatóság
- Robusztusság
- Biztonság vagy biztonsági tényező
- Skálázhatóság (vízszintes, függőleges)
- Biztonság (kiber és fizikai)
- Szoftver, eszközök, szabványok stb. Kompatibilitás
- Stabilitás
- Támogathatóság
- Tesztelhetőség
- Átviteli sebesség
- Átláthatóság
- Használhatóság (emberi tényezők) a célzott felhasználói közösség számára
- Mennyiség tesztelés

## Fordítás
Ez a szócikk részben vagy egészben  a   Non-functional requirement című angol Wikipédia-szócikk ezen változatának fordításán alapul.  Az eredeti cikk szerkesztőit annak laptörténete sorolja fel. Ez a jelzés csupán a megfogalmazás eredetét és a szerzői jogokat jelzi, nem szolgál a cikkben szereplő információk forrásmegjelöléseként.